# 土城镇 (房县)
土城镇，是中华人民共和国湖北省十堰市房县下辖的一个乡镇级行政单位。

## 行政区划
土城镇下辖以下地区：
土城村、龙坪村、花楼门村、黄泥沟村、白鸡铺村、穿山堰村、葛坪河村、小亭村、通省馆村、塘埂村、马蹄山村和大河湾村。